# Patissa nigropunctata
Patissa nigropunctata là một loài bướm đêm trong họ Crambidae.